# 각 교환 몰이비차
각 교환 몰이비차(角交換振り飛車、かくこうかんふりびしゃ)란 쇼기의 전법으로, 몰이비차 측이 각길을 막지 않고, 혹은 몰이비차 측이 각 교환을 행한 상태에서 진형을 짜는 전법이다.

## 개요
전통적인 각길을 막는 몰이비차는 방어의 전법으로, 각 교환을 피하는 것이라는 의식이 있었다.
그러나, 앉은비차 동굴곰의 대두로 몰이비차의 승률이 저하해갔고, 그 후 후지이 시스템의 출현으로 한 때는 몰이비차가 다시 성행하게 됐지만, 앉은비차 측의 대책도 진전되고 있었다. 그러던 중, 고키겐 중비차가 등장해 중비차에 한하지 않고 몰이비차 측이 각길을 막지 않고 공격한다는 새로운 감각이 생겨났다. 그 후 몰이비차가 스스로 초반임에도  불구하고 각 교환을 하는 작전도 생겨나고 있다.
스즈키 다이스케(2009)에 의하면 몰이비차 전법이라는 것은 2장의 말을 사바키(활용)하는 것이 최소한의 목표이나, 각 교환 몰이비차는 스스로 교환하는 것으로 초반에 빠르게 이 목적의 반을 달성하는 것이 가능하다는 의미가 있다고 한다. 또, 각 교환, 특히 후수 측에서의 각 교환은 후수인데다가 더욱이 한 수 버리기를 하기 때문에 오래전의 감각으로는 있을 수 없는 작전이었으나, 한 수 버리기 각 교환 전법의 유행으로 기사들이 초반의 한 수 버리기는 그다지 큰 손해는 아니라고 체감하게 된 것이 본 전법이 인정된 이유인 듯하다고 한다. 또 각길을 막지 않고 3三각으로 나아가는 수는 2009년에서 15년 정도 전 즉, 1994년 즈음부터 보이고 있었다. 이 수는 그 후 각 교환 몰이비차로 묶였다고 한다.
스즈키의 전술서에 의하면 이 전법의 요점은 기본적으로 후수의 전법이라는 것, 몰이비차 측 쪽이 외통수에 빠지기 힘들다는 것, 2줄에 비차를 모는 맞비차의 형태가 알맞다는 것, 왼쪽의 금이 옥으로부터 떨어지는 형태로 되는 것이 더욱이 앉은비차보다 옥을 더 제대로 지킬 수 있다는 것, 초반의 목표가 알기 쉽다는 것 및 앉은비차 측이 동굴곰 울타리로 짜기 어렵게 된다는 것 등이다. 더욱이 스즈키는 2009년 시점에서 오래전의 각길을 막는 몰이비차는 프로 기사계에서는 '눈에 띄게 줄었다'라고 했다.

## 각 교환 몰이비차의 예시

### 이시다류 삼간비차
이시다류 중 빠른 이시다, 마스다식, 신·이시다류 등.

### 각 교환형 중비차
| 9  | 8  | 7  | 6  | 5  | 4  | 3  | 2  | 1  |    |
| 香 | 桂 |    |    |    | 金 |    | 桂 | 香 | 一 |
|    | 飛 |    |    | 金 |    | 王 |    |    | 二 |
| 歩 |    | 歩 | 銀 | 銀 | 歩 |    | 歩 | 歩 | 三 |
|    |    |    | 歩 | 歩 |    | 歩 |    |    | 四 |
|    | 歩 |    |    | 歩 |    |    |    |    | 五 |
|    |    | 歩 | 銀 |    |    |    |    |    | 六 |
| 歩 | 歩 | 桂 | 歩 |    | 歩 | 歩 | 歩 | 歩 | 七 |
|    |    | 金 |    | 飛 |    | 銀 | 玉 |    | 八 |
| 香 |    |    |    |    | 金 |    | 桂 | 香 | 九 |

| 9  | 8  | 7  | 6  | 5  | 4  | 3  | 2  | 1  |    |
| 香 | 桂 | 銀 | 金 | 王 | 金 | 銀 | 桂 | 香 | 一 |
|    | 飛 |    |    |    |    |    | 角 |    | 二 |
| 歩 |    | 歩 | 歩 |    | 歩 |    | 歩 | 歩 | 三 |
|    |    |    |    | 歩 |    | 歩 |    |    | 四 |
|    | 歩 |    |    |    |    |    |    |    | 五 |
|    |    | 歩 |    | 歩 |    |    |    |    | 六 |
| 歩 | 歩 | 角 | 歩 |    | 歩 | 歩 | 歩 | 歩 | 七 |
|    |    |    |    | 飛 |    |    |    |    | 八 |
| 香 | 桂 | 銀 | 金 | 玉 | 金 | 銀 | 桂 | 香 | 九 |

| 9  | 8  | 7  | 6  | 5  | 4  | 3  | 2  | 1  |    |
| 香 | 桂 |    | 金 | 王 | 金 | 銀 | 桂 | 香 | 一 |
|    | 飛 |    | 銀 |    |    |    | 角 |    | 二 |
| 歩 |    | 歩 | 歩 |    | 歩 |    | 歩 | 歩 | 三 |
|    |    |    |    | 歩 |    | 歩 |    |    | 四 |
|    | 歩 |    |    |    |    |    |    |    | 五 |
|    |    | 歩 |    | 歩 |    |    |    |    | 六 |
| 歩 | 歩 | 角 | 歩 |    | 歩 | 歩 | 歩 | 歩 | 七 |
|    |    |    | 銀 | 飛 | 玉 |    |    |    | 八 |
| 香 | 桂 |    | 金 |    | 金 | 銀 | 桂 | 香 | 九 |

| 9  | 8  | 7  | 6  | 5  | 4  | 3  | 2  | 1  |    |
| 香 | 桂 |    | 金 |    | 金 |    | 桂 | 香 | 一 |
|    | 飛 |    | 銀 |    | 王 |    | 銀 |    | 二 |
| 歩 |    | 歩 | 歩 |    | 歩 |    | 歩 | 歩 | 三 |
|    |    |    |    | 歩 |    | 歩 |    |    | 四 |
|    | 歩 |    |    |    |    |    |    |    | 五 |
|    |    | 歩 |    | 歩 |    |    |    |    | 六 |
| 歩 | 歩 |    | 歩 |    | 歩 | 歩 | 歩 | 歩 | 七 |
|    | 銀 |    |    | 飛 |    | 玉 |    |    | 八 |
| 香 | 桂 |    | 金 |    | 金 | 銀 | 桂 | 香 | 九 |

중비차가 선수로 그림 1-a처럼 각 교환 후 ▲6六은-▲7七계-▲7八금의 형태로 싸우는 중비차. 이 구성이면 원시 중비차보다 반격하기 힘들고, 뿔은형과 다르게 앉은비차 측 각 교환에서의 △3五보~△3四각 등의 줄이 없다.
중비차 측의 목표는 5五에서의 보 교환이나 좌은을 7五로 배치해 8줄 역습 등이 있다. 예를 들면 그림 1-a에서 앉은비차 측이 △8六보 ▲동보 △동비라면 ▲5九비~▲7五은~▲8五보 등. 그림 1-a로의 진행법은 그림 1-b에서 그림 1-c처럼 6八은으로 짜 후수 측이 교환하게 해(선수는 ▲8八각~▲7七각으로 하고 있으므로 후수가 각 교환을 해도 수 버리기로는 되지 않는다) 은을 7七~6六으로 가져가는 두는 법이나 그림 1-d처럼 중비차 측이 두 수 버리기로 각 교환을 하는 두는 법도 있다. 상대가 각 교환을 하게 하는 중비차는 사카구치 사토루(阪口悟)가 애용하는 중비차로 '장난꾸러기류 중비차(ワンパク流中飛車)'라고도 불리며, 『주간 쇼기(週刊将棋)』에서도 2006년 6월부터 10월에 걸쳐 연재되었다. 각줄을 거친 채로 5줄의 자리를 잡지 않고 ▲7七각부터 ▲6八은으로 나아가 각길을 열어두고 앉은비차가 각 교환으로 주면 ▲동은으로 돼, 일반 각 교환형 중비차보다도 한 수 득으로 된다. 그 후 진형을 ▲6六은~7七계~7八금부터 ▲7五은~8九비, 은이 나아가기 전의 각 교환에서는 ▲동계로 하고 그 후 5줄을 교환해 ▲5九비~6六보~6七은~7八금으로 뿔은의 형태에서 ▲8九비로 8줄에 전개해 역습하는 것이 있다.
그림 1-c에서는 △7七각성에 ▲동계로 해 넙치로 해 두는 방법도 있다(그림 1-a의 형태에서도 좌금을 7八이 아닌 5九로 움직이면 넙치로 된다).
또 그림 1-d처럼 ▲8八은으로 해 두면 5五의 보 교환을 할 수 있다(△4四각이 효과가 없다). 그림 1-d처럼 중비차 측이 7七로 각을 나아가게 하고 중비차 측이 빨리 각 교환을 하는 두는 법은 마에다 유지(前田祐司)가 애용하고 있었기에 '마에다류(前田流)'라는 이름이 붙었다. 이하 5五의 보를 교환하고 후수가 △5四보로 보를 두지 않으면 선수도 손쉽게 비차를 당기지 않고 5五로 해, 8五의 교환 강요나 △7三계에서 ▲7五보의 계두 공격을 해 작전의 폭이 넓어진다.
| 9  | 8  | 7  | 6  | 5  | 4  | 3  | 2  | 1  |    |
| 香 | 桂 |    | 金 | 王 | 金 |    | 桂 | 香 | 一 |
|    | 飛 |    |    |    |    |    | 角 |    | 二 |
| 歩 |    | 歩 | 歩 | 銀 |    |    | 歩 | 歩 | 三 |
|    |    |    |    | 銀 | 歩 | 歩 |    |    | 四 |
|    | 歩 |    | 銀 |    |    |    |    |    | 五 |
|    |    | 歩 |    |    |    |    |    |    | 六 |
| 歩 | 歩 | 角 | 歩 |    | 歩 | 歩 | 歩 | 歩 | 七 |
|    |    |    |    | 飛 | 玉 |    |    |    | 八 |
| 香 | 桂 |    | 金 |    | 金 | 銀 | 桂 | 香 | 九 |

| 9  | 8  | 7  | 6  | 5  | 4  | 3  | 2  | 1  |    |
| 香 | 桂 | 角 | 金 |    | 金 |    | 桂 | 香 | 一 |
|    | 飛 |    | 銀 |    |    | 王 | 角 |    | 二 |
| 歩 |    | 歩 | 歩 | 銀 |    |    | 歩 | 歩 | 三 |
|    |    |    |    | 歩 | 歩 | 歩 |    |    | 四 |
|    | 歩 |    |    | 飛 |    |    |    |    | 五 |
|    |    | 歩 |    |    |    |    |    |    | 六 |
| 歩 | 歩 |    | 歩 |    | 歩 | 歩 | 歩 | 歩 | 七 |
|    |    |    |    |    | 玉 |    |    |    | 八 |
| 香 | 桂 |    | 金 |    | 金 | 銀 | 桂 | 香 | 九 |

| 9  | 8  | 7  | 6  | 5  | 4  | 3  | 2  | 1  |    |
| 香 | 桂 |    |    |    |    | 銀 | 桂 | 香 | 一 |
|    | 飛 |    | 銀 | 金 | 王 |    | 角 |    | 二 |
| 歩 |    | 歩 | 歩 |    | 金 |    | 歩 | 歩 | 三 |
|    |    |    |    |    | 歩 | 歩 |    |    | 四 |
|    | 歩 |    |    | 銀 | 歩 |    |    |    | 五 |
|    |    | 歩 |    |    |    |    |    |    | 六 |
| 歩 | 歩 | 角 | 歩 |    |    | 歩 | 歩 | 歩 | 七 |
|    |    |    |    | 飛 | 玉 |    |    |    | 八 |
| 香 | 桂 |    | 金 |    | 金 | 銀 | 桂 | 香 | 九 |

더욱이 그림 1-c에서 각 교환을 거부하는 △4四보에서는 ▲5七은으로, △5三은이면 이하 ▲6六은 △5二비 ▲5五보 △4二은(△동보는 ▲동비부터 ▲8五비) ▲5四보 △동은 ▲5五보 △4三은 ▲3八옥 △3二금 ▲2八옥 △4一옥 ▲3八은으로 한 판
▲5七은에서 △4二은이라면 이하 ▲6六은 △4三은 ▲5五보 △5三은 ▲5四보 △동은좌 ▲6五은으로 되고(그림 1-e), △5五보에서는 ▲5四은 △동은 ▲5五각 △동은 ▲동비 △4二옥 ▲5四보 △7一각 ▲5三은 △3二옥 ▲6二은으로 두는(그림 1-f) 등.
▲5七은에서 △5二금우라면 이하 ▲5五보 △동보 ▲6六은 △4二금좌 ▲5五은 △4三금 ▲4六보로 해 △4二옥이라면 ▲4五보 △동보 ▲4四보(그림 1-g) 등.

### 고키겐 중비차
특히 마루야마 백신으로 되면 필연적으로 각 교환 몰이비차의 양상으로 되나, 마루야마 백신은 전개는 제대로 진형을 짜고 나서 싸우는 비교적 차분한 쇼기로 되기에 난전 전개가 싫은 경우 안심할 수 있는 작전이다.
| 9  | 8  | 7  | 6  | 5  | 4  | 3  | 2  | 1  |    |
| 香 | 桂 | 銀 | 金 |    | 金 |    | 桂 | 香 | 一 |
|    |    | 王 |    | 飛 |    |    | 銀 |    | 二 |
|    | 歩 | 歩 | 歩 |    | 歩 |    | 歩 | 歩 | 三 |
| 歩 |    |    |    | 歩 |    | 歩 |    |    | 四 |
|    |    |    |    |    |    |    | 歩 |    | 五 |
| 歩 |    | 歩 | 歩 |    |    |    |    |    | 六 |
|    | 歩 |    |    | 歩 | 歩 | 歩 |    | 歩 | 七 |
|    |    | 銀 | 玉 |    |    |    | 飛 |    | 八 |
| 香 | 桂 |    | 金 |    | 金 | 銀 | 桂 | 香 | 九 |

| 9  | 8  | 7  | 6  | 5  | 4  | 3  | 2  | 1  |    |
| 香 | 桂 |    | 金 |    | 金 |    | 桂 | 香 | 一 |
|    | 王 | 銀 |    |    |    |    | 飛 |    | 二 |
|    | 歩 | 歩 | 歩 |    | 歩 | 銀 | 歩 | 歩 | 三 |
| 歩 |    |    |    | 歩 | 角 | 歩 |    |    | 四 |
|    |    |    |    |    |    |    | 歩 |    | 五 |
| 歩 |    | 歩 | 歩 |    | 歩 |    |    |    | 六 |
|    | 歩 |    |    | 歩 | 銀 | 歩 |    | 歩 | 七 |
|    |    | 銀 |    |    |    |    | 飛 |    | 八 |
| 香 | 桂 | 玉 | 金 |    | 金 |    | 桂 | 香 | 九 |

마루야마 백신에 대해서 고키겐 중비차 측은 그림 1-i처럼 맞비차로 바뀌어 비차를 둘 곳의 역습을 노리는 전개 등이 지향됐다. 그리고 항상 1보 가진 뒤의 △4四각부터 △2四보 ▲동보 △2六보나 △3二금부터의 △2四보 ▲동보 △동비 등이 있다. 앉은비차 측은 초기에는 고키겐 중비차 측의 옥이 7二로 이동(▲6五각의 줄을 지우고 있다)한 뒤의 △5五보에 대한 ▲4七은의 준비가 필요하다고 생각해 6八옥보다 먼저 우은을 4八로 움직였다. 실제로는 ▲6六보로 방어하고 있는 △5五보가 전진시켜져도 ▲6七은이고 △8八각에서는 ▲7七각 △동각성 ▲동옥이다. 이렇게 해서 좌미노에서 우금을 움직이지 않고 ▲6六보형으로 하는 것이 자주 두어졌다.
맞비차로 바뀌었을 때의 ▲5三각에서 △4四각으로의 준비를, 또 6九에서 금은 비차를 둘 곳 역습의 준비를 하고 있다. 종래는 △2二비에 ▲4七은 △2四보 ▲동보 △동은 ▲3六보 △2五은에 ▲3八금 등으로 하고 있었으나 이하 △2七보 ▲동비 △2六은 ▲2八비 △4九각으로 되면 ▲6六보가 문제가 돼 △7六각성으로 승격 장소가 생겨버렸다. 이에 따라 앉은비차 측도 ▲3八은형으로 해 △2二비 ▲4六보 △2四보 ▲동보 △동은의 진행으로 ▲6七각이나 ▲5六각을 준비하는 두는 법으로 된다.
그 후 그림 1-i처럼 먼저 △4四각으로 하는 스가이 다쓰야(菅井竜也)의 새로운 수 등도 있고 앉은비차 측도 다른 전개를 지향하는 것으로 된다.
| 9  | 8  | 7  | 6  | 5  | 4  | 3  | 2  | 1  |    |
| 香 | 桂 |    | 金 |    | 金 |    | 桂 | 香 | 一 |
|    | 王 | 銀 |    | 飛 |    |    |    |    | 二 |
|    |    | 歩 | 歩 |    | 歩 | 銀 | 歩 | 歩 | 三 |
| 歩 | 歩 |    |    | 歩 |    | 歩 |    |    | 四 |
|    |    |    |    |    |    |    | 歩 |    | 五 |
| 歩 |    | 歩 | 歩 |    |    |    |    |    | 六 |
|    | 歩 |    |    | 歩 | 歩 | 歩 |    | 歩 | 七 |
|    |    | 銀 |    | 金 | 銀 |    | 飛 |    | 八 |
| 香 | 桂 | 玉 | 金 |    |    |    | 桂 | 香 | 九 |

| 9  | 8  | 7  | 6  | 5  | 4  | 3  | 2  | 1  |    |
| 香 |    |    |    | 飛 | 金 |    | 桂 | 香 | 一 |
|    | 王 | 金 |    |    |    |    |    |    | 二 |
|    | 銀 | 桂 | 歩 |    | 歩 | 銀 | 歩 | 歩 | 三 |
| 歩 | 歩 | 歩 |    | 歩 |    | 歩 |    |    | 四 |
|    |    |    |    |    |    |    | 歩 |    | 五 |
| 歩 |    | 歩 | 歩 |    | 歩 |    |    |    | 六 |
|    | 歩 | 桂 | 銀 | 歩 |    | 歩 |    | 歩 | 七 |
|    | 玉 | 銀 |    | 金 |    |    | 飛 |    | 八 |
| 香 |    |    | 金 |    |    |    | 桂 | 香 | 九 |

| 9  | 8  | 7  | 6  | 5  | 4  | 3  | 2  | 1  |    |
| 香 | 桂 |    |    | 飛 |    |    | 桂 | 香 | 一 |
|    | 王 | 金 |    |    |    | 金 |    |    | 二 |
|    | 銀 |    | 歩 |    | 歩 | 銀 | 歩 | 歩 | 三 |
| 歩 | 歩 | 歩 | 角 | 歩 |    | 歩 |    |    | 四 |
|    |    |    |    |    |    |    | 歩 |    | 五 |
| 歩 | 歩 | 歩 | 歩 |    | 歩 |    |    |    | 六 |
|    |    |    | 銀 | 歩 |    | 歩 |    | 歩 | 七 |
|    | 玉 | 銀 |    | 金 |    |    | 飛 |    | 八 |
| 香 |    |    | 金 |    |    |    | 桂 | 香 | 九 |

고키겐 중비차 측은 외에도 그림 1-j처럼 △8四보로 나아가 은관으로 짜 모양을 좋게 하는 두는 법도 있다. 이하의 진행 예로 그림 1-k처럼 앉은비차가 다이아몬드 미노로 짜는 등이 있으나 그림 1-k의 ▲7七계에서는 후수의 △4二각의 마나베류에서 다음의 △9二향~△9一비에서의 끝 공격이 꽤 방어하기 힘들기 때문에 그림 1-k의 ▲7七계에서는 먼저 ▲8六보가 두어진다. 이에는 그 후 몰이비차 측이 우계를 뛰지 않게 하고 ▲8六보에 대해 △6四각으로 하는 수 등이 보여지고, 거기에 앉은비차 측도 우은을 4七로 대기시켜 ▲8六보-8七은으로 먼저 은관을 짜는 수도 보이면 고키겐 중비차 측도 좌은을 4四에서 5五로 빠르게 전개해 5六의 보를 나아가게 하는 것에 걸리는 등의 공격과 방어가 생긴다.
| 9  | 8  | 7  | 6  | 5  | 4  | 3  | 2  | 1  |    |
| 香 | 桂 |    | 金 |    | 金 |    | 桂 | 香 | 一 |
|    | 王 | 銀 |    | 飛 |    |    |    |    | 二 |
|    | 歩 | 歩 | 歩 |    | 歩 | 銀 | 歩 | 歩 | 三 |
| 歩 |    |    |    | 歩 |    | 歩 |    |    | 四 |
|    |    | 歩 |    |    |    |    | 歩 |    | 五 |
| 歩 |    |    | 歩 |    |    |    |    |    | 六 |
|    | 歩 |    | 銀 | 歩 | 歩 | 歩 |    | 歩 | 七 |
|    |    | 玉 |    |    |    |    | 飛 |    | 八 |
| 香 | 桂 |    | 金 |    |    |    | 桂 | 香 | 九 |

| 9  | 8  | 7  | 6  | 5  | 4  | 3  | 2  | 1  |    |
| 香 | 桂 |    | 金 |    |    |    | 桂 | 香 | 一 |
|    | 王 |    |    | 金 |    |    | 飛 |    | 二 |
|    | 銀 | 歩 | 歩 |    | 歩 | 銀 | 歩 | 歩 | 三 |
| 歩 | 歩 |    |    | 歩 |    | 歩 |    |    | 四 |
|    |    | 歩 |    |    |    |    | 歩 |    | 五 |
| 歩 | 歩 | 銀 | 歩 |    |    |    |    |    | 六 |
|    |    |    | 金 | 歩 | 歩 | 歩 |    | 歩 | 七 |
|    |    | 玉 |    |    |    |    | 飛 |    | 八 |
| 香 | 桂 |    | 金 |    |    |    | 桂 | 香 | 九 |

앉은비차 측은 외에는 그림 1-m부터 그림 1-n처럼 옥두 자리잡기로 가져가는 방법이 있다.

### 각 교환형 뿔은 중비차
뿔은 중비차에서는 그림 2-a의 선수진처럼 좌금형에서는 앉은비차 측의 진형에 의해 ▲6五보로 각 교환을 도전하는 걸림이 성립한다. △7七각성 ▲동계 △6五보는 이하 ▲5五보에서 △동보 ▲동비로, 경우에 따라서는 6五~8五로 비차를 사바키(활용)하는 것. ▲6五보에 이를 △동보로 해도 이하 ▲5五보에서 이도 △동보라면 ▲동비로 해(그림 2-b) 앉은비차 측이 어려워지는 국면으로 된다. 그림 2-b에서 △동각은 ▲동각으로 앉은비차 측이 불리하게 되는데, 예를 들면 △7三계로 하면 그곳에서 선수는 ▲5二비성으로 하고 △동금(△7七각성 ▲동계 △5二금도 있다)은 ▲2二각성 △동옥 ▲4一각~▲3二금이라는 공격이 생긴다. 이는 마쓰시타 쓰토무(松下力)가 처음 둔 순으로, 후수 앉은비차 측에서 △5三은우형이든 △5三은좌형이든 △7四의 보가 나아가져 있다면 같은 걸림이 생긴다.
그림 2-c은 1975년의 선수 오우치 노부유키(大内延介) vs. 후수 나카하라 마코토(中原誠)의 명인전 국면에서 선수 중비차 측이 뿔은의 진형에서 각 교환을 도전하고 ▲6五보로 나아갔다. 중비차 측은 각 교환을 하고 나서 일례로 ▲6六각의 자진각에서 ▲5九비~▲8九비~▲8六보~▲8四보 등의 비차를 둘 곳 역습이나 ▲4六각 등에서 7줄로의 공격이 있다. 그림 2-c에서의 실전 진행은 이하 △동각성 ▲동계 △4四은 ▲5九비 △7三계 ▲4六보에 앉은비차 측이 △8六보 ▲동보 △동비로 비차를 둘 곳을 교환해 오지만, 이하 ▲7五보 △8四비 ▲9五각 △8一비 ▲7四보(그림 2-d)으로 되면 선수의 걸림이 성공한다.
또 ▲7八금형의 중비차는 그림 2-e처럼 당김각에서의 각 교환도 있으나, 이에도 대응이 가능하다. 이는 1982년의 기성전 5번 승부 3국. 선수 모리 게이지(森雞二) vs. 후수 후타카미 다쓰야(二上達也)의 국면에서 그림 2-f처럼 전개로 들어와 중비차가 승리했다.

더욱이 중비차 측은 선수 ▲7七계-7八금형(후수 △3三계-3二금형)은 비차를 선수 ▲5九~8九(후수 △5一~2一)로 전개해 앉은비차 측이 △7三계(▲3七계)가 없으면 항상 어떤 타이밍에서 △2五의 보(▲8五의 보)를 좌계로 잡고 비차를 둘 곳을 역습해 가는 줄이 생긴다.

### 녹슨 검 전법(소호 사간비차)
녹슨 검 사간비차(錆刀四間飛車、さびがたなしけんびしゃ)란 그림 3-a처럼 진형을 짜 각 교환에서 우은을 공격으로 사용하는 몰이비차이다. 그림 3-b는 그림 3-a에서 앉은비차 측이 각 교환에 응해 조금 나아간 국면. 이 뒤의 사간비차 측은 4六 또는 2八에 자진각을 둬 ▲7五보에서의 공격 등이다. 그림 3-a으로 돌아와 앉은비차 측이 각 교환을 피해 △4四보의 경우에서도 ▲6六은으로 ▲5五보나 ▲7五보 등에서 사간비차 측의 비차를 둘 곳 돌파의 태세가 일반 미노 울타리보다 빨리 공격 태세를 쌓아올린다. 그림 3-c이 그 일례로, 앉은비차 동굴곰에서 짜기 위해 각 교환을 거부해온 경우, ▲6七비~▲6八각~▲4六각~▲2八각으로 진형을 짜는 것이 가능하다. 또 상대의 진형이 동굴곰이라면 ▲4六각을 살려 ▲3六보~▲3七계~▲1五보~▲1八향~▲6九비에서 ▲1九비의 지하철비차도 가능하다.
| △가진 말 없음\| 9 \| 8 \| 7 \| 6 \| 5 \| 4 \| 3 \| 2 \| 1 \| \| \| 香 \| 桂 \| \| \| \| 金 \| 銀 \| 桂 \| 王 \| 一 \| \| \| 飛 \| \| \| 金 \| \| \| \| 香 \| 二 \| \| 歩 \| \| \| 歩 \| 銀 \| \| 角 \| 歩 \| 歩 \| 三 \| \| \| \| 歩 \| \| 歩 \| 歩 \| 歩 \| \| \| 四 \| \| \| 歩 \| \| 歩 \| \| \| \| \| \| 五 \| \| \| \| 歩 \| 銀 \| 歩 \| 角 \| \| \| \| 六 \| \| 歩 \| 歩 \| \| 飛 \| \| 歩 \| 歩 \| 歩 \| 歩 \| 七 \| \| \| \| 銀 \| \| \| 金 \| 玉 \| \| \| 八 \| \| 香 \| 桂 \| \| 金 \| \| \| \| 桂 \| 香 \| 九 \|▲가진 말 없음 그림 3-c ▲4六각까지 |    |    |    |    |    |    |    |    |    |
| 9 | 8  | 7  | 6  | 5  | 4  | 3  | 2  | 1  |    |
| 香 | 桂 |    |    |    | 金 | 銀 | 桂 | 王 | 一 |
| | 飛 |    |    | 金 |    |    |    | 香 | 二 |
| 歩 |    |    | 歩 | 銀 |    | 角 | 歩 | 歩 | 三 |
| |    | 歩 |    | 歩 | 歩 | 歩 |    |    | 四 |
| | 歩 |    | 歩 |    |    |    |    |    | 五 |
| |    | 歩 | 銀 | 歩 | 角 |    |    |    | 六 |
| 歩 | 歩 |    | 飛 |    | 歩 | 歩 | 歩 | 歩 | 七 |
| |    | 銀 |    |    | 金 | 玉 |    |    | 八 |
| 香 | 桂 |    | 金 |    |    |    | 桂 | 香 | 九 |

이 구성은 아마노 소호(天野宗歩)가 이러한 사간비차를 둔 기적이 있는 것에서 '소호 사간비차(宗歩四間飛車)'라고도 불리고 있다. 녹슨 검이라는 이름의 유래는 이 전법을 게재한 마스다 고소(升田幸三) 실력제 제4대 명인 저 『마스다의 쇼기 지남 시리즈 6 사간비차의 지남(升田の将棋指南シリーズ 6 四間飛車の指南)』에서 '유래는 어떤지 모르지만, 본 전법은 『녹슨 검(錆刀)』이라는 이름이 붙어있는 듯하다. 전체적인 인상에서 녹이 슨 검으로 싹싹 써는 듯한 점이 있기에 이렇게 된 것이겠지.'라고 기재됐다.

### 4五보(6五보) 퐁
4五보(6五보) 퐁(4五歩（6五歩）ポン)은 주로 각길을 막는 노멀 사간비차로 △3二은-△5三보(▲7八은-▲5七보)형의 경우, 앉은비차 측이 봉은이나 사기노미야 등의 급전 전형으로 왔을 때, 그 대책으로 몰이비차 측에서 △4五보(▲6五보)로 각 교환을 거는 방법이다. 그림 4-a은 그 일례로 이렇게 ▲7八은-▲5七보형이면 앉은비차 측에서의 각성에 동은(경우에 따라서는 동계도)으로 하면 급전 때 약점인 각두 공격에서의 비차를 둘 곳 돌파 등의 걱정이 해소되는 것이다. 또 5줄의 보를 나아가게 하지 않으면 ▲7九각(△3一각) 등의 반격이 생기지 않는다. 몰이비차 측으로 하면 각을 가진 말로 해 자진에서의멀리서 보는 각으로 국면을 리드하는 것과 앉은비차 측의 각을 판 위에서 없애는 것으로 급전이 완화하는 것이 있다. 그리고 일반 각 교환형 사간비차에 비하면 사간비차의 비차를 둘 곳(선수라면 6줄, 후수라면 4줄)의 자리가 둬져 그만큼 적진에 가까워지는 것으로 된다. 앉은비차 측이 각 교환을 거부하면 선수 사간비차 측은 ▲6七은~6六은으로 은장을 진출시킬 수 있고, ▲5六보~5五보로 사간비차 측이 비차를 둘 곳의 돌파를 노리는 방법이 가능하다. 역으로 앉은비차 측으로 되면 자리가 반격의 목표로 된다.
| 9  | 8  | 7  | 6  | 5  | 4  | 3  | 2  | 1  |    |
| 香 | 桂 |    |    |    |    |    | 桂 | 香 | 一 |
|    | 飛 |    |    |    | 金 | 王 |    |    | 二 |
|    |    | 銀 | 歩 | 銀 | 金 |    | 歩 |    | 三 |
| 歩 |    | 歩 |    | 歩 | 歩 | 歩 |    | 歩 | 四 |
|    | 歩 |    | 歩 |    |    |    |    |    | 五 |
|    |    | 歩 |    | 歩 | 歩 | 歩 | 歩 | 歩 | 六 |
| 歩 | 歩 | 銀 |    |    | 金 | 桂 | 銀 |    | 七 |
|    |    |    | 飛 |    |    | 金 | 玉 | 香 | 八 |
| 香 | 桂 |    |    |    |    |    |    |    | 九 |

사간비차 측의 일례로 그림 4-b처럼 끝각 두기가 있다. 그림 4-b 이후는 ▲6六은~7七계로 짜 비차를 둘 곳의 돌파 등이 있다. ▲9七각에서 △9五보는 ▲동보 △동향으로 ▲5三각성 △동금 ▲9五향의 2장 바꾸기가 있다. 이 때문에 앉은비차 측의 대책 예로 5三이나 3一에 있는 각의 잡을 수 있는 말로 된 은을 각줄에서 놓치면서 △9五보에서 각으로의 공격을 거는 등이 있다. 외에 앉은비차가 봉은으로 은장이 8四(선수라면 2六)에 왔을 때 사간비차 측도 7七의 은을 6六으로 전진시키고, 그 후 ▲7七각 두기에서 ▲5五보 △동보 ▲동은에서 ▲6四보로 6五의 자리를 살려 6줄(4줄)의 봉은 돌파를 노린 방법도 있다. 한편 앉은비차 측에서는 일례로 비차가 뜬 때, 예를 들면 앉은비차 후수로 해서 △7三계~△6五계 ▲동비에 △7八각 두기(8七의 금 만들기와 8九의 계 잡기) 등이 있다.
더욱이 끝각형의 응용으로 각 교환은 아니고 앉은비차 측이 비차를 둘 곳에 둔 때에 각이 아닌 은을 전진시켜 비차를 둘 곳을 지키고 기회를 봐 각을 9六보~9七각(1四보~1三각)으로 두는 방법이 있다.
그 외에 몰이비차 측은 각 교환을 해 앉은비차 측이 막연한 진형을 짜면 끝이 약해지기 때문에 그림 4-a에서 △7七각성 ▲동은 △4四보 ▲4七금 △4二은 위에 ▲3六금으로 해서 △3三계 ▲2六금 △2四보 ▲1五보 △2五보 ▲1六보 △1五보 ▲동금이라는 끝 공격이나 그림 4-c처럼 ▲1八향에서 6九비~1九비~1五보의 끝 공격을 감행하는 등의 작전이 있다. 지하철비차도 참조.

### 7八금형 맞비차
공격적인 7八금형 맞비차도 같은 7八금형 몰이비차인 상기한 각 교환형 뿔은 중비차처럼 비차를 둘 곳의 보를 몰이비차 측에서 교환해 ▲6五보를 상투 수단으로 둔다. 그림에서는 △1二향과 동굴곰의 명시를 보고서 ▲6五보를 두었으나(동굴곰의 도중 쪽이 효과가 크다), 유사 전형에서도 행해진다. 맞비차 측의 목표는 △7七각성에 ▲동계로 해서 ▲8五비 등. 후수 앉은비차 측이 이를 막아 △7三계라면 ▲7五보(~▲7六은)에서 계두를 노리는 것이 가능하다. 이에 △8四비에서는 중비차의 그림 2-d와 비슷한 자체가 일어난다.
이 국면에서는 앉은비차 측이 동굴곰의 경우이므로 △4四보와 각 교환을 피하는 경우가 많으나 그 경우는 ▲5五보~▲5六은의 활용이나 ▲6六각 혹은 6八각~7七계로 좌계의 활용을 꾀하는 것이 가능하다.
그림 5-a의 경우는 ▲6五보에 △8六보도 있다. 이는 다음에 △7七각성 ▲동계 △7九각이 있고, ▲8六비에는 △동비 ▲동각 △9九각성 등을 보고 있다. 선수는 외에 ▲8六비로 바꿔서 ▲3三각성 △동계 ▲6六각도 있고, 이하 △8七보성 ▲동금 △7九각에는 ▲8四보 △8八각성 ▲동금 이하, ▲8三각에서 마를 만드는 등의 수가 생각된다.
그림 5-b의 경우는 △7七각성 ▲동계 △1一옥의 진행은 이하 ▲6六각에서 8四각~8五보~6六각~8四보로 해 가는 것이 있다.

### 각길 오픈 맞비차

#### 마스다류 맞비차
마스다류 맞비차(升田流の向かい飛車、ますだりゅうむかいびしゃ)란 마스다 고소(升田幸三) 실력제 제4대 명인이 고안한 적극적인 맞비차이다. 기본적으로 선수 전용 작전으로 더욱이 첫수 ▲7六보에 후수가 2수째에 △8四보로 나온 경우만 발동.
후수의 경우에는 선수가 첫수 ▲2六보 △3四보 ▲2五보 △3三각 ▲7六보 △2二비에 ▲4八은 △4二은 등으로 되는 경우 혹은 밑의 4수째 △3三각 전법으로 5수째에 각 교환을 해오지 않는 경우에 발동(그림 6-b).
3수째에는 ▲5六보. 이 수에서는 ▲7七각~▲8八비도 있으나 후수 앉은비차가 8四보형으로 막고 있으면 8줄에 쟁점이 없어지고 다른 전법으로 되므로 선수는 상대의 8五의 보가 전진되고 나서 맞비차로 몰기 때문에 이 수로 타이밍을 계산한다. 이하 △8五보 ▲7七각 △5四보 ▲8八비로 맞비차가 된다.
이하 △3四보로 각길을 연 수가 실전 예로 많이 존재한다. 이는 2002년 1월 11일 제15기 용왕전 2조 랭킹전 1회전의 스즈키 다이스케(鈴木大介) 대 시마 아키라(島朗) 전에서 후수 앉은비차 측인 시마가 3四보로 대신해 △6二은으로 했으나 이하 ▲8六보 △동보 ▲동각 △8五보 ▲7七각에서 △6四보로 해 선수 ▲4八옥으로 후수 △4二玉옥으로 했기에 ▲6六각으로 나와 고전했다. 시마 아키라가 저술한 『시마 노트 몰이비차편(島ノート 振り飛車編)』에서 소개하고 있고 '스즈키 스페셜(鈴木スペシャル)'이라고 이름을 붙였다. 6六각은 ▲8四보에서 8五비를 노린 것. △6五보에서는 ▲7五각으로 4二의 옥에 각길이 들어가고 이하 △3二옥에서는 ▲8四보에서 3一각성~8三은이 있고, 후수는 이하 △3四보로 하면 항상 ▲2二각성에서 ▲8四보(△동보는 ▲6六각)가 있기에 각길은 열 수 없다. △4二옥에서 대신해 다른 순으로 ▲5五보에서 5八비의 전개가 있다.
더욱이 △3四보 이하 ▲2二각성 △동은 ▲5三각은 △5七각의 반격이 있고 난전으로 된다. 종래는 후수 △8四각성의 뒤 ▲6八은에서 5七은으로 좌은을 활용했으나, 후수에서도 △7四마에서 5五보의 줄이 있기에 전술한 『시마 노트 몰이비차편』에서는 ▲5八비~5五보라는 수가 소개되어있고, 시마는 이를 '야마비코 비차(やまびこ飛車)'라고 이름을 붙였다.
△3四보에서는 ▲6八은으로 기본도로 된다.
| 9  | 8  | 7  | 6  | 5  | 4  | 3  | 2  | 1  |    |
| 香 | 桂 |    |    |    | 金 | 銀 | 桂 | 王 | 一 |
|    | 飛 |    |    |    |    |    |    | 香 | 二 |
| 歩 |    | 歩 | 歩 | 銀 | 金 | 角 | 歩 | 歩 | 三 |
|    |    |    |    | 歩 | 歩 | 歩 |    |    | 四 |
|    | 歩 |    |    |    |    |    |    |    | 五 |
|    |    | 歩 |    | 歩 | 銀 | 歩 |    |    | 六 |
| 歩 | 歩 | 角 | 歩 |    | 歩 |    | 歩 | 歩 | 七 |
|    | 飛 |    |    |    |    |    | 銀 | 香 | 八 |
| 香 | 桂 |    | 金 |    |    | 金 | 桂 | 玉 | 九 |

기본도에서 △6二은 ▲4八옥 △4二옥은 ▲8六보가 후수의 △4二옥형으로 반응한 걸림으로 이하 △8六동보로 잡으면 ▲동각~▲3一각성으로 비차의 스누키가 생기고, 잡지 않고 있으면 ▲8五보에서 비차를 둘 곳의 역습이 가능하다. 이 때문에 ▲8六보에서는 △7七각성 ▲동은 △8六동보로 하나, 이하 ▲동은에서 △4四각 ▲7七각 △동각성 ▲동계가 이 맞비차의 목표이다. 이하 △7五보이면, ▲동보라면 △8七보 ▲동비 △7六각 ▲8八비 △6七각성 ▲4六각 △8七보 ▲동비 △7六마 ▲8二각성 △8七마 ▲8九비 △6九마 ▲동비 △8八비 ▲4八은 △8六비성 등의 진행이 예상되지만, △7五보에서는 ▲6六각도 있고 이하 △7六보 ▲1一각성 △7七보성 ▲동마 △5七계 ▲5九금좌 △4九계성 ▲동금 등의 진행이 예상된다.
이에 따라 기본도에서 후수는 △6四보나 △5三은으로 해서 △4二옥 혹은 단순히 △4二옥으로 한다. 단순히 △4二옥만 한 경우에는 이하 ▲8六보, ▲2二각성, ▲4八옥 등이 유력하다.
▲8六보는 전과 같은 목표로 이하 △8六동보로 잡으면 ▲동각 △3二옥에서 ▲8三보로 두고 이하 △8三동비는 ▲3一각성에서 비차의 스누키, 기세로 △8八각성 ▲8二보성으로 비차를 서로 잡으면 이하 △8二동은은 ▲8五비~▲3一각성에서 이번에는 마를 뺏기므로 △6二은으로 하지만, ▲8五비 △9九마 ▲9一토 △8八비 ▲7七계에서 선수의 말을 얻는 게 약속된다. 또 △5二비도 ▲7七각에서 △동각성은 ▲동은으로 목적 대로의 전개이다. 이에 따라 ▲8六보에서는 △동보로 하지 않고 △7七각성 ▲동은 △8六보 ▲동은 △7四보 ▲8五보 등이 진행의 일례이다. 『이미지와 읽기의 쇼기 보기(イメージと読みの将棋観)』(일본쇼기연맹, 2008년)에 의하면 이 걸림은 프로 기사 6명 중 선수가 이득이 있다고 한 것은 다니가와 고지 뿐으로 다른 5명은 선수의 그 뒤의 전개는 딱히 재미있지 않다고 했다. 마스다 고소가 둔 당초에서 이런 단순한 △4二옥은 있었으나 현재 그 전에 둔 수도 생각하면 ▲8六보에서의 걸림은 무리수라고 보는 기사가 많으며, 헤이세이 이후도 공식전에서 100국 이상 두어져도 대부분의 기사는 선수는 ▲4八옥으로 하고 있는 것이 알려졌다. 단, ▲8六보는 그 중 19국이 있고, 선수의 6승 12패 1천일수라는 결과였다. 한편, ▲2二각성은 △3二옥으로 나아가지기 전에 각을 교환해 후수의 벽은을 강요하는 수단으로, △동은에서 이하 ▲7五각과 ▲4八옥이 있다. ▲7五각으로 두는 수에서 △5二옥이 강요된다. 이를 싫어해 △6四각으로 합치는 것은 ▲6六각 △3二옥 ▲5七은 △6二은 ▲4六은 △5三은 ▲5五보로 선수의 은의 활용이 유리하다.
▲4八옥에서는 △6二은 ▲3八옥 △3二옥 ▲4八은(▲7七은으로 나아간 때 △5七각이 들어오는 것을 지운다) △5三은 ▲7七은 △6四은(6五은의 동요로 역선봉은을 견제) ▲8六보 △동보 ▲동은 △3三각 ▲7七각 △6五은 ▲8五은 △7七각성 ▲동계 △7六은 ▲8三보로 △7七은성 ▲8二보성은 비차를 넘기면 후수의 벽은 공격이 효과가 있다. 따라서 △8三동비 ▲8四은 △8二비 ▲8三은불성 △4二비 ▲7八금이라는 진행이 예상된다.
▲4八옥은 어디까지나 앉은비차 측에서 각 교환을 시키는 방법으로 후수가 △6二은이라면 ▲8六보로 상기한 것과 같은 전개로 된다.
▲4八옥 △3二옥 ▲3八옥 △6二은 ▲2八옥 △5三은 ▲3八은으로 앉은비차 측에서 각 교환을 하면 아무래도 비차를 둘 곳에서 역봉은으로 역습되므로 바꾸지 않고 나아가는 경우가 많다.
수순 중 ▲3八옥에서 ▲2二각성 △동옥 ▲5三각의 들어오는 것은 이하 △4二은 ▲7五각성(▲2六각성은 △4四각) △8四각 ▲동마에서 마가 지워진다. 이하 △동비 ▲6六각은 왕수 비차이나, △4四각의 반격이 있다. 처음의 ▲2二각성 때 후수는 △동옥으로 잡는 것은 △동은으로 ▲5三각 △6二은 ▲2六각성 △4四각 ▲동마 △동보 ▲5五보로 △동보에서는 ▲6五각의 줄이 있다.
이 형태에서는 사토 야스미쓰(佐藤康光)가 채용하고 있는 힘쇼기 맞비차 굴곰도 알려진다. 이는 그림 6-c에서 보여지는 앉은비차에서 △7七각성으로 각 교환을 해 왔을 경우의 ▲동은으로 해, 기회를 봐 ▲8六보 △동보 ▲동은으로 8줄을 역습하는 줄도 목적으로 하면서 마스다식의 항상 각줄이 적진을 바라보고 있는 형태로 되는 것을 살려서 종래의 몰이비차와 다르게 각길을 거치기 위한 ▲6六보~6五보의 두 수를 생략하고 있는 형태로 된다. 이를 이용해 상대가 앉은비차 동굴곰인 경우에 ▲3六보~▲4六은~▲3八비에서 소매비차로 속공을 거는 것이 가능하다. 그리고 좌금도 5九에서 4九라는 순으로 당길 수 있다는 것. 후수의 대책으로는 하부 요시하루가 이 전형에서 보인 후수의 구성인 평망루+4줄 자리잡기가 있고, △6五각의 줄바꿈각에서 4七~3八을 바라보는 라인을 살려서 △4六보 ▲동보 △3八각성 ▲동금 △4七보라는 공격 줄이 드러난다. △3八각성의 각 썰기를 막기 위해 ▲4八금형도 보이고 있으나 그 경우에서는 △4六보 ▲동보 △4七보가 금으로 되는 것으로 된다.

#### 오노류 맞비차
오노 겐이치 9단이 특기로 하고 있던 전법으로 상대에게 각 교환으로 마를 만들게 해 둔다. 그러면 공격 말인 비, 각, 은, 계, 향 중 각이 이미 전선 이탈로 되므로 적어도 상대에게서의 급전 속공은 없어지게 된다. 이 때문에 앉은비차 측은 마를 만든 득을 얻기에 앉은비차 동굴곰으로 하는 경우가 많다.
첫수부터 두는 수는 ▲7六보에서 △3四보에 ▲5六보로 한다. 그러면 후수 앉은비차 측은 필연적으로 △8八각성으로 해 △5七각~2四각성을 노리고 온다. △8八각성에서 몰이비차 측은 ▲동비로 잡고 이하 △5七각 ▲6八은 △2四각성으로 되지만, 몰이비차는 ▲5七은형~▲4六은형의 몰이비차로 이행한다.
첫수부터의 두는 수 ▲7六보에서 △8四보의 때에도 ▲5六보로 한다. △3四보라면 몰이비차 측에서 ▲2二각성 △동은 ▲8八비에서도 끝보에 대해서 상태를 보는 것도 상관 없다. 또 ▲7六보에 △8四보 ▲5六보 △8五보 ▲7七각 △3四보에서도 이하 ▲5五보가 아닌 ▲8八비로 하면 오노류로 이행할 수 있으나, 각 교환을 하지 않거나, 상대가 각길을 열어주지 않는 경우는 다른 전법으로 된다.
사토 야스미쓰는 유사한 수법을 2005년 7월의 왕위전에서 하부 요시하루 상대에게 후수에서 한 수 버리기 각 교환의 요령으로 △8八각성으로 몰이비차 측에서 각을 교환해 ▲동은에 △2二비라는 맞비차를 감행했다(그림 6-d). 이때는 선수 ▲2六보형에서의 각 교환이므로 ▲5三각에서의 마 만들기가 효과가 없는 것으로 된다. 이하 ▲7七각에서 △1二비로 하고, ▲2五보에 △2二은으로 해 이후 비차를 둘 곳을 잘라 비차를 둘 곳의 역습을 보이면서 2二의 은을 3三에서 4二로 계속 내보내(그림 6-e) 중앙에서의 싸움으로 되었으나, 결과는 후수가 교묘하게 선수의 공격을 튕겨내 74수에서 승리(그림 6-f)했다.

### 줄바꿈각 맞비차
(▲1六각~3八각형)
그림 7-a의 줄바꿈각은 3四의 보를 잡은 후에 각을 1六으로 당기고 ▲2六보를 거쳐 3八에 각을 당긴 것이다. 이는 일반 줄바꿈각은 3四의 보를 잡은 뒤에 각을 5六으로 당기고, 그 뒤부터 맞비차로 하는 것에 ▲4六보~3八각이라는 루트를 거치지만, 후수도 △4四은으로 하고 ▲8八비 △5五은 ▲3八각 △4六은으로 두면 후수의 공격이 빨라 8줄은 극이 제시간에 되지 않기 때문이다. 그림 이하 △7二금이면 ▲6八금(바로 ▲8六보 △동보 ▲동은에서는 △5五각이 있다)으로 다음에 ▲8六보에서의 봉은을 노린다.
한편 그림 7-b의 진형은 ▲6五각에 후수진이 △5二금으로 해 △7二은~△7四보~△7三은으로 준비한 경우, 이러한 지구전으로 된다. 이 뒤는 4줄을 공격 목표로 하는 등. 이것 또한 한 판.
(3수째 ▲7七각형)
이쪽은 3수째 ▲7七각에서의 줄바꿈각 맞비차로, 후수의 4수째 △3三각 전법의 ▲6八옥 때에도 사용할 수 있다. 일반 줄바꿈각에 비해 선수는 ▲7七계의 한 수를 많이 두고 있는 것으로 된다. 그림 7-d은 그림 7-c에서 몇 수 나아간 국면이다. 여기서 선수는 ▲8三각성 △동비 ▲7五은(그림 7-e)이 있고, 이하 △8二비라면 ▲8四은에서 비차를 금으로 해도 좋다. 그림 7-f은 그림 7-c에서 후수 △8四보 막기로 진형을 나아가게 하고 있는 것으로, 이도 몰이비차 측은 진형을 살려 ▲8五보에서 비차 교환을 재촉하는 것이 가능하다. △동보 ▲동비에 △8三보로 견뎌도 아무래도 ▲8四보 △동보 ▲8三보 △동은 ▲8三각성 △동비 ▲7五은의 줄이 항상 생긴다.
| 9  | 8  | 7  | 6  | 5  | 4  | 3  | 2  | 1  |    |
| 香 | 桂 | 銀 |    |    | 金 |    | 桂 | 香 | 一 |
|    | 飛 |    |    | 金 | 王 | 銀 |    |    | 二 |
| 歩 |    | 歩 | 歩 | 歩 | 歩 |    | 歩 | 歩 | 三 |
|    | 歩 |    |    |    |    |    |    |    | 四 |
|    |    |    |    |    |    |    |    |    | 五 |
|    |    | 歩 |    | 角 |    |    |    |    | 六 |
| 歩 | 歩 | 桂 | 歩 | 歩 | 歩 | 歩 | 歩 | 歩 | 七 |
|    | 飛 |    |    |    |    |    |    |    | 八 |
| 香 |    | 銀 | 金 | 玉 | 金 | 銀 | 桂 | 香 | 九 |

| 9  | 8  | 7  | 6  | 5  | 4  | 3  | 2  | 1  |    |
| 香 | 桂 |    |    |    | 金 |    | 桂 | 香 | 一 |
|    | 飛 |    |    | 金 | 王 | 銀 |    |    | 二 |
| 歩 | 銀 | 歩 | 歩 | 歩 | 歩 |    | 歩 | 歩 | 三 |
|    | 歩 |    |    |    |    |    |    |    | 四 |
|    |    |    |    |    |    |    |    |    | 五 |
|    | 飛 | 歩 |    | 角 |    |    |    |    | 六 |
| 歩 |    | 桂 | 歩 | 歩 | 歩 | 歩 | 歩 | 歩 | 七 |
|    |    | 銀 |    |    |    |    |    |    | 八 |
| 香 |    |    | 金 | 玉 | 金 | 銀 | 桂 | 香 | 九 |

| 9  | 8  | 7  | 6  | 5  | 4  | 3  | 2  | 1  |    |
| 香 | 桂 |    |    |    | 金 |    | 桂 | 香 | 一 |
|    |    |    |    | 金 | 王 | 銀 |    |    | 二 |
| 歩 | 飛 | 歩 | 歩 | 歩 | 歩 |    | 歩 | 歩 | 三 |
|    | 歩 |    |    |    |    |    |    |    | 四 |
|    |    | 銀 |    |    |    |    |    |    | 五 |
|    | 飛 | 歩 |    |    |    |    |    |    | 六 |
| 歩 |    | 桂 | 歩 | 歩 | 歩 | 歩 | 歩 | 歩 | 七 |
|    |    | 銀 |    |    |    |    |    |    | 八 |
| 香 |    |    | 金 | 玉 | 金 | 銀 | 桂 | 香 | 九 |

| 9  | 8  | 7  | 6  | 5  | 4  | 3  | 2  | 1  |    |
| 香 | 桂 |    |    |    | 金 | 王 | 桂 | 香 | 一 |
|    | 飛 | 銀 |    | 金 |    | 銀 |    |    | 二 |
| 歩 |    | 歩 | 歩 | 歩 | 歩 |    | 歩 | 歩 | 三 |
|    | 歩 |    |    |    |    |    |    |    | 四 |
|    | 歩 |    |    |    |    |    |    |    | 五 |
|    |    | 歩 |    | 角 |    |    |    |    | 六 |
| 歩 |    | 桂 | 歩 | 歩 | 歩 | 歩 | 歩 | 歩 | 七 |
|    | 飛 | 銀 |    |    |    |    |    |    | 八 |
| 香 |    |    | 金 | 玉 | 金 | 銀 | 桂 | 香 | 九 |

### 4수째 △3三각 전법
후수에서 행해진다. 주로 맞비차로 한다.
첫수부터 두는 수는 ▲7六보 △3四보 ▲2六보 △3三각으로, 여기서 두는 수가 보통 ▲4八은 등이고 ▲3三동각성으로 해 가는 수도 있다.
보통 ▲4八은이면 △2二비 ▲6八옥 △4二은 ▲7八옥 △6二옥 ▲2五보 △7二옥으로, 마스다식으로 합류한다. 수순 중 △2二비에 ▲3三각성 △동계 ▲6五각의 양성 목적은 △4四각의 반격이 있고, 향 잡기를 막지 못하고 앉은비차가 저리게 된다.
한편 ▲3三동각성은 △3三각을 의심하고 움직이기에는 이 수로 △동계로 잡히는 것에 의해 몰이비차의 형태를 빨리 결정하게 한다. 이로서 그림 7-a으로 되고 이후의 앉은비차가 두는 수에 따라 몰이비차가 나가는 방법이 달라진다. 그림 8-a 이하 ▲2五보에서는 △2二비. 이 △2二비에 ▲6五각은 △4五계 ▲8三각성 △5七계불성. △4五계를 선수가 막으면 △3三각이나 △5五각. ▲6八금 △5五각 ▲7七계의 막기에는 △3七계성 ▲2六비 △4七성계 ▲동각 △1九각성 ▲8三각성 △8二비로 되는 '귀신죽이기 맞비차'로 된다.
그림 8-a 이하 ▲9六보는 대 고키겐 중비차 사토 신수의 응용이다. △4五계~△5五각에서 ▲9七향을 준비하고 있다. 또 ▲9六보 △4二은 ▲9五보 등도 유력하며, 또 ▲2五보에는 △3二금이나 △4二비도 있다.
그림 8-a 이하 ▲4八은은 보통의 진형으로 된다.
이하 그림 8-b이나 그림 8-c 등의 예로 합류한다.
그림 8-b부터는 △2五계~△2四보~△1四보 ▲1六보를 들어가고 △1五보 ▲동보 △1七보 ▲2六보 △1五향 ▲2五보 △동보에서 △2六보~△4九각. ▲2五동비라면 △2四보 ▲2八비 △2五보 ▲4八금 △2六보 ▲3八금 △4九각 등의 목적이 있다.
그림 8-c에서는 △4五보~△6四각 등의 노리기.
외에도 그림 8-a 이하의 두는 수로 ▲6八옥이 있고, 이에는 △2二비라면 ▲6五각이 성립한다. 이에 따라 이 경우는 △3二금에서의 다테이시류나 중비차, △6五각에서의 줄바꿈각 맞비차, 혹은 앉은비차로 변화한다. 프로의 공식전에서는 ▲6八옥의 두는 수가 많고, 후지이 다케시(藤井猛)는 위험 없이 둔다면 선수는 ▲7八금을 전진시킨다. 또 후지이는 후수의 3三계형이 정해져 있어서 작전의 폭이 좁고, 그다지 자유도가 없다고 봐, 이 국면은 실전 정도로 조사가 돼있다고 했다. 선수도 상대가 몰이비차당이라면 ▲6八옥, 앉은비차당이라면 ▲7八금 등이지만, 몰이비차당에서도 ▲6八옥에 대해서 △4四각에서의 난전으로 들고 오므로 아무래도 나쁘지 않다면 ▲7八금이 무난하며, 상대가 △4二비 등으로 몰이비차로 했다면 ▲6八옥에서 ▲7七옥~▲8八옥으로 울타리를 치는 등의 수도 있다.
헤이세이 이후 한 시기에 꽤 빈번하게 두어졌고, 2007년까지 114국 두어졌고, 내용은 선수의 63승 44패 4천일수이다.
1994년(헤이세이 6년) 기성전에서 후수의 하부 요시하루가 사용해 서로앉은비차의 승부로 되었으나, 결국 종반에 천일수로 됐다. 하부는 외에도 2008년(헤이세이 20년)의 사토 야스미쓰와의 전투에서도 채용했고, 이때 후수인 하부는 3三계형 사간비차에서 맞비차, 선수인 사토는 7八금-6八옥형에서 7七옥~8八옥의 입성을 사용했고, 선수가 승리했다.
1989년(헤이세이 원년) 이후 20년간 129국 두어져 선수의 74승이었으나, 2008년(헤이세이 20년)도에는 해당 연도만으로 136국이나 두어졌고, 후수가 82승으로 대폭 이긴 수가 많아지기 시작했다. 다음 해인 3월까지 37국 두어져 후수 21승 16패로 돼 후수의 유력 전법으로 되어갔다.
더욱이 현재는 첫수부터 두는 수 ▲7六보 △3四보 ▲2六보에 4수째는 △3三각이나 △4四보, △8四보, △5四보 외에는 △3二금, △4二비, △9四보 등의 수가 나오고 있다.

### 첫수 7八비(△3二비) 각 교환형
2수째 △3二비도 참조. 삼간비차는 각길을 오픈시킨 방법에 대해서는 종래의 첫수 ▲7六보 △3四보 ▲7八비인 것이 당연하게 △8八각성 ▲동은 △4五각의 반격이 있으므로 성립하지 않았으나, 첫수에 ▲7八비로 해 먼저 비차를 이동시켜 ▲6八은 또는 ▲4八옥을 정하고 난 뒤 각길을 열면 △4五각의 반격을 당하지 않는다는 것으로 각길을 연(▲6六보로 하지 않는다) 삼간비차가 실현됐다. 첫수 7八비는 가도쿠라 게이타(門倉啓太)가 두어 가도쿠라 신수라고 불린다.
이것으로 서로몰이비차에 대해서도 종래의 ▲7六보 △3四보 ▲6六보 혹은 ▲7六보 △3四보 ▲7五보에서 후수가 서로몰이비차를 지향한다면 전자는 △3二비, 후자는 △5四보로 ▲7八비는 전술한 △4五각이 성립하므로 ▲6六보가 필요했지만, ▲7八비 △3四보 ▲6八은 △3五보 ▲7六보라면 선수는 각길을 막지 않고 싸우는 것이 가능하다. 이하 후수 △3二비에는 ▲2二각성 △동은 ▲3八금 △5二금좌 ▲8八비로 해 선수가 주도권을 잡는 방법을 할 수 있다.
▲7八비에 △8四보 ▲7六보 △8五보는 ▲7七각 △3四보 ▲4八옥에서 △7七각성으로 하면 동계에서 신 귀신죽이기로 합류한다.
| 9  | 8  | 7  | 6  | 5  | 4  | 3  | 2  | 1  |    |
| 香 | 桂 |    | 金 | 王 | 金 | 銀 | 桂 | 香 | 一 |
|    | 飛 |    | 銀 |    |    |    | 角 |    | 二 |
| 歩 |    | 歩 | 歩 | 歩 | 歩 |    | 歩 | 歩 | 三 |
|    |    |    |    |    |    | 歩 |    |    | 四 |
|    | 歩 | 歩 |    |    |    |    |    |    | 五 |
|    |    |    |    |    |    |    |    |    | 六 |
| 歩 | 歩 |    | 歩 | 歩 | 歩 | 歩 | 歩 | 歩 | 七 |
|    | 角 | 飛 |    |    |    | 玉 |    |    | 八 |
| 香 | 桂 | 銀 | 金 |    | 金 | 銀 | 桂 | 香 | 九 |

| 9  | 8  | 7  | 6  | 5  | 4  | 3  | 2  | 1  |    |
| 香 | 桂 |    | 金 | 王 | 金 | 銀 | 桂 | 香 | 一 |
|    | 飛 |    | 銀 |    |    |    | 角 |    | 二 |
| 歩 |    | 歩 | 歩 | 歩 | 歩 |    | 歩 | 歩 | 三 |
|    |    |    |    |    |    | 歩 |    |    | 四 |
|    | 歩 |    |    |    |    |    |    |    | 五 |
|    |    | 歩 |    |    |    |    |    |    | 六 |
| 歩 | 歩 | 飛 | 歩 | 歩 | 歩 | 歩 | 歩 | 歩 | 七 |
|    | 角 | 金 |    |    |    |    |    |    | 八 |
| 香 | 桂 | 銀 |    | 玉 | 金 | 銀 | 桂 | 香 | 九 |

| 9  | 8  | 7  | 6  | 5  | 4  | 3  | 2  | 1  |    |
| 香 | 桂 |    | 金 | 王 | 金 | 銀 | 桂 | 香 | 一 |
|    | 飛 |    |    |    |    |    | 角 |    | 二 |
| 歩 |    | 歩 | 銀 | 歩 | 歩 |    | 歩 | 歩 | 三 |
|    |    |    | 歩 |    |    | 歩 |    |    | 四 |
|    |    | 歩 |    |    |    |    |    |    | 五 |
|    | 歩 |    |    |    |    |    |    |    | 六 |
| 歩 | 歩 |    | 歩 | 歩 | 歩 | 歩 | 歩 | 歩 | 七 |
|    | 角 | 飛 |    |    |    | 銀 | 玉 |    | 八 |
| 香 | 桂 | 銀 | 金 |    | 金 |    | 桂 | 香 | 九 |

또 빠른 이시다도 후수 △3四보라면 ▲4八옥으로 하고 이하 △8四보 ▲3八옥 △8五보 ▲7六보 △6二은 ▲7五보로(그림 9-a), ▲3八옥으로 나아간 뒤 각길을 여는 수순을 진행하면 △4二옥~△4五각을 당하는 일 없이 이시다류로 합류할 수 있다. ▲7八비에 후수 △8四보의 경우도 ▲7六보 △8五보에 ▲7七비로 해 8줄을 방어하면 ▲7五보~▲7六비를 실현할 수 있다. 이하 △3四보에는 ▲7八금으로 해(그림 9-b) △7七각성이면 ①▲동각 △2二은 ▲1五각이 있다. 후수가 각 교환을 보류하고 △6二은이라면 ▲7五보 △4二옥 ▲7六비로 되면 빠른 이시다로 짜는 것이 가능하다(2수째 △3二비도 선후 반대일 때 같은 형태의 수순으로 가능). ②△7七각성에는 오히려 ▲동계가 좋은 수로 다음은 어떻게 하든 ▲6五계로 뛸 수가 있다. 대담: 세가와 쇼지 6단×이마이즈미 겐지 4단 'B급 전법은 이렇게나 즐겁다'(対談：瀬川晶司六段×今泉健司四段「B級戦法は こんなに楽し」)(『쇼기 세계 Special 쇼기 전법 사전 100+(将棋世界Special　将棋戦法事典100＋)』 (쇼기세계편집부(将棋世界編集部) 엮음, 마이나비 출판(マイナビ出版)) 소장)에서 이마이즈미 겐지(今泉健司)는 실제로 이를 당한 아마추어 강호를 본 적이 있다고 했고, 세가와 쇼지(瀬川晶司)도 분명히 자신도 잡을 듯하다고 했으며, ▲7七동계에서 선수는 재미있다고 했다.
그림 9-c은 그림 9-a에서 선수 몰이비차 측이 각 교환에서 7六으로 짜지 않고 미노 울타리로, 후수 앉은비차 측이 6三은형으로 짠 국면에서 후수가 △8六보로 한 국면. 이 보를 전진시키면 이하 ▲동보 △동비에 ▲2二각성 △동은 ▲7七각이라는 노 가드 전법과 비슷한 방법으로 이어지는 것이 가능하다. 여기서 △8九비성은 ▲2二각성 △3三각 ▲2一마 △1一각성 ▲3二은으로,  △동금 ▲동마에 △4一은은 ▲2三마에서 △3三계가 있다. 선수 몰이비차진이 미노 울타리의 강진으로 되므로 이 형태의 상투 수단인 △7七향 등으로 후수의 공격보다도 선수의 공격이 빠르다. 이에 따라 앉은비차 측은 △8九비성이 아닌 △8二비로 해 이하 ▲8三보 △5二비 or △3二비 ▲8八비 △7二금으로 앉은비차 측만 가진 말로 각을 가져 국면을 얻는 경우가 많으므로 몰이비차 측도 △8六동비에 ▲2二각성 △동은에서 ▲7七각으로 하지 않고 ▲8八비로 하는 오니로쿠류 돗칸 비차나 고키겐 중비차 다무라식에서 자주 쓰이는 수단으로 들고 가는 경우도 있다. 이하 △8七보에 몰이비차 측은 ▲9八비 △8八각 ▲7八금 △3三각성 ▲7七각 △8二비 ▲8六보로 해 8七의 보를 잡으러 간다.

### 3三금형 몰이비차

#### 스가이류 각 교환 삼간비차
사카타류 맞비차의 시작에서 삼간으로 모는 것이 스가이류 각 교환 삼간비차(菅井流角交換三間飛車、すがいりゅうかくこうかんさんけんびしゃ)이다. 몰이비차의 아이디어를 많이 만들어낸 스가이 다쓰야(菅井竜也)의 이름이 붙여진 삼간비차로, 첫수부터 ▲7六보 △3四보 ▲2六보 △3二금 ▲2五보 △3三각 ▲동각성 △동금 ▲6八옥의 사카타류 맞비차의 시작에서 △3二비로 몬다.
이 △3三금형 각 교환 삼간비차는 사카타 산키치(坂田三吉)의 라이벌인 세키네 긴지로(関根金次郎)가 둔 적도 있다.
이 방법은 2017년 8월 29일, 30일의 제58기 왕위전 5번 승부 제5국, 선수 하부 요시하루 왕위 대 후수 스가이 다쓰야(菅井竜也) 도전자에서 보여졌다. 스가이에게는 첫 타이틀이 걸린 한 판이었으나, 그러한 큰 승부에서 피로한 것도 화제로 되었다. 너무 긴장한 나머지 비차를 잘못 몬 것이라는 등의 농담도 나왔을 정도였으나, 이 작전이 살려져 스가이는 자신의 첫 타이틀을 획득했다. 오카야마현 출신 타이틀 보유자는 모리야스 히데미쓰(森安秀光) 9단이 1983년에 기성위를 획득한 이래 34년만의 일이었으나, 스가이류 삼간비차의 원형은 신기하게도 모리야스 9단의 쇼기에 있었다. 그림 10-a은 1993년 3월 29일의 왕장전, 대 하타케야마 나루유키(畠山成幸)전에서이고, 실전은 ▲7七은 △6二옥 ▲6八옥 △7二옥 ▲7八옥 △8二옥 ▲4六보 △7二은 ▲4七은 △4二은 ▲5八금우 △3四금으로 진행하고 있다.
그림 10-b이 진형이 진행된 때이다. △3五보로 자리를 잡고, △3四금으로 전진한다. 이하 △3三계에서 2五의 보를 잡아버리는 것이 목적으로 이 금이 활약하는가가 승패를 가르는 것으로 된다. 몰이비차는 2에서 4줄 방면으로, 앉은비차는 옥두 방면으로 점수를 노리는 전투로 된다.

#### 나나카와류 맞비차
쇼기계 버츄얼 유튜버인 나나카와 레이(菜々河れい)가 개발한 것으로 알려진 사카타류 맞비차와 가네자와류를 믹스한 듯한 후수형의 맞비차 전법.
각길 오픈인 몰이비차이지만, 엄밀히는 반드시 각 교환을 전제로 한 작전의 몰이비차는 아니다. 단, 실전에서는 기회를 봐 각 교환을 하는 장면이 생긴다.
본래는 선수가 앉은비차당, 후수가 몰이비차당으로 선수부터 첫수 ▲2六보 △3四보 ▲2五보로 빨리 비차를 둘 곳을 정해 후수에게 △3三각을 강요하는 수순이 마음에 들지 않아 생겨난 듯하다. 이하 ▲2四보 △동보 ▲동비에는 △2二비 외에도 일단 △3三계로 해 비차를 만들고 난 뒤 △2二비가 있고, △3三계에 다른 수여도 △2二비로 두는 순이나 △2五보~2二비가 있다.
돌아와서 그림 10-c 이하 ▲7六보에서는 △3二금 ▲4八은 △3三금~2二비로 된다. 이 때문에 △3二금~3三각에서 상대로부터의 각 교환을 재촉하는 사카타류와 다르게 4四의 지점까지 각이 이동하면 각 교환을 시키지 않고도 △3二금~3三금형을 짜는 것이 가능한 전법으로 되어있다. 이하 그림 10-d으로 되면 후수 몰이비차 측의 진은 공격 태세는 △3五보-3四금-3三계형으로, 울타리는 △7二옥-6二은-5一금-4二은형으로 구성된다.
더욱이 선수가 첫 수 ▲7六보여도 이하 △3四보 ▲2六보에 △4四각으로 하지만, 이 수순은 후수의 가네자와류와 다름없다. 이하 선수가 ▲2五보라면 △3二금에서 상기한 국면으로 합류한다.
기전에서는 2021년 9월 28일의 아사히 오픈배(朝日オープン杯)에서 구로다 다카유키(黒田尭之)가 본 전법을 사용했다. 더욱이 구로다는 선수에서 이 전법을 채용했다.

### 내용주
1. ↑  구체적으로는 발상으로는 뒤에 은을 사바키(활용)하는 것만으로 좋다고 간주되며, 동시에 이는 간단한 것이라고 한다.
2. ↑  선수에게서 각 교환을 하면 수 버리기로 된다.

1. ↑  素抜き, 비차 앞에 있는 말을 움직이는 것으로 그 앞에 있는 상대의 말을 공짜로 얻는 것

### 참조주
1. 1 2 3  센자키, 기타오 (2010), p.144-147.
2. 1 2  센자키, 기타오 (2010), p.8-11.
3. 1 2 3 4 5 6 7 8 9  스즈키 (2009) pp.7-11
4. ↑  스즈키 (2009) p.16
5. ↑  가도쿠라 게이타·실전보 코멘트(門倉啓太・実戦譜コメント)(「쇼기 세계(将棋世界)」 2013년 10월호).
6. ↑  도사 고지·해설 코멘트(土佐浩司・解説コメント)(※국후의 감상에서) 일본쇼기연맹 (2015년 4월 7일) 등
7. ↑  나나카와류 맞비차의 극의 part 1 목적과 기본 구성 방법(菜々河流向かい飛車の極意part1 狙いと基本の組み方) - [note]

## 참고 문헌
- 센자키 마나부(先崎学); 기타오 마도카(北尾まどか) (2010), 《센자키 마나부의 바로 아는 현대 쇼기(先崎学のすぐわかる現代将棋)》, NHK 출판
- 스즈키 다이스케 (쇼기 기사)(鈴木大介) (2009), 《각 교환 몰이비차 【기초편】(角交換振り飛車 【基礎編】)》, 최강 쇼기 (21)(最強将棋 (21)), 아사카와 쇼보(浅川書房)